# Aeroportul Gisborne
Aeroportul Gisborne (IATA: GIS, ICAO: NZGS) este un aeroport din Gisborne District⁠(d), Noua Zeelandă ce deservește zona Gisborne. Aeroportul a fost tranzitat în 2022 de 134.236 de pasageri.
Situat la o altitudine de 5 m, aeroportul dispune de o singură pistă.